# Vogelpoep

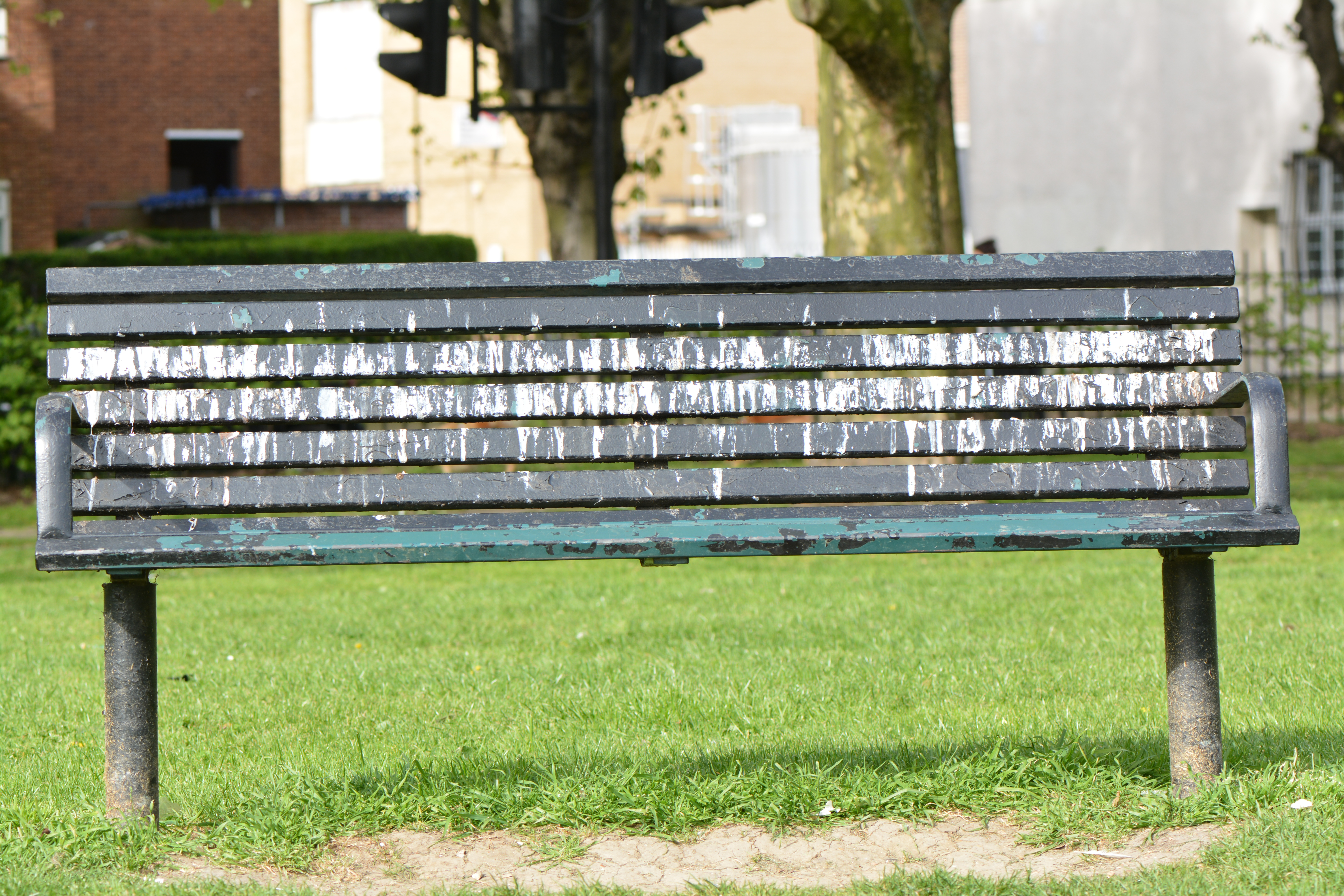
Vogelpoep op de rugleuning van een zitbank in Londen.

Met vogelpoep of vogelontlasting wordt over het algemeen het mengsel van ontlasting en urine samen bedoeld, dat door vogels wordt uitgescheiden, ondanks de in dit verband "beperkende" definitie. 
Anders dan zoogdieren en veel andere diersoorten, poept en urineert een vogel niet gescheiden. De restanten van ingenomen voedsel en vocht verlaten samen, via de nieren en de darmen het vogellichaam via de cloaca; vogels hebben namelijk geen urineblaas.
Bij veel vogels is de vogelpoep (opvallend) wit. Dit komt doordat er tamelijk geconcentreerde urinezuur wordt aangemaakt dat veelal een spierwitte kleur heeft. Over het algemeen geldt dat vogels die vis of vlees eten witgekleurde vogelpoep hebben; grazende vogels zoals ganzen hebben daarentegen meestal geen witte vogelpoep.

## Vogelpoep als meststof
In de natuur zijn sommige milieus onderhevig aan een hoge depositie van beschikbare nutriënten die afkomstig zijn uit vogelpoep. In dergelijke gevallen spreekt men in de ecologie van guanotrofie. In de evolutie hebben sommige soorten organismen of levensgemeenschappen zich aangepast aan guanotrofe toestanden en zijn hier zelfs in zekere mate afhankelijk van geworden (guanotrafente organismen).
In guanotrofe milieus kan zich guano vormen. Dit is een specifiek type afzetting dat ontstaat uit de gedroogde vogelpoep. Guano is vooral bekend doordat het gewonnen werd om als hoogwaardige meststof te gebruiken vanwege de hoge concentratie fosfaten en nitraten.

## Trivia
- Het verhaal wil dat in 1981 de Nederlandse langebaanschaatser Hilbert van der Duim de Europese kampioenschapstitel op de 10 kilometer misliep, doordat hij zou zijn uitgegleden over vogelpoep.[1]